# Волконка (Рязанская область)
Волконка — населённый пункт, входящий в состав Молвинослободского сельское поселение  сельского поселения Кораблинского района Рязанской области.

## Название
Волконка неизвестна среди жителей района с таким названием, люди чаще называют Слободкой.

## География
Находится в 11 километрах от районного центра Кораблино, на берегу реки Молвы. Также у деревни находится её устье.

## История
Первоначально возникшее селение называлось Волхонка. Однако «Списки населенных мест Российской империи» за 1859 год приводят иное наименование – деревня Волпонка, что является опечаткой.
Примерно с середины второй половины XIX века в административных источниках закрепляется наименование деревня Волконка, Волконская слобода. В церковных же источниках селение по-прежнему называется деревня Волхонка, Волхонская слобода.
В 1820 году в селе Хомут было частично разделено поместье князя Дмитрия Волконского. 39 душ при разделе достались дочери Волконского – подполковнице Александре Дмитриевне Гонскау. В середине XIX века деревней Волхонка владели малолетние дети Гонскау. 
По переписи 1884 года деревня Волконская слобода указана как бывшее владение Гонскау. Если все эти факты взаимосвязаны между собой, то появляется объяснение изменения наименования селения. Фамилия Волконских закрепилась в названии деревни Волконка, вероятно, потому, что была широко известной, за ней стоял выдающийся род князей Волконских. Фамилия Гонскау в этом отношении явно проигрывала.
По данным карты Менде 1850 года в 2 километрах северо-восточнее Волконки, на другом берегу Прони, указана деревня Волхонская с 4 дворами.

## Население
| 2010 |
| ---- |
| 8    |